# Siêu tân tinh 2006gy
Siêu tân tinh 2006gy mang ký hiệu SN2006gy được đánh giá là vụ nổ siêu tân tinh (supernova) lớn nhất trong lịch sử, phát ra ánh sáng gấp 5 lần các vụ nổ khác mà con người quan sát được. Vụ nổ bắt đầu được các nhà vũ trụ học tại NASA phát hiện vào ngày 18 tháng 11 năm 2006, kéo dài khoảng 70 ngày (so với vài tuần của các vụ nổ khác). Với quy mô như vậy, các nhà thiên văn học dự đoán ngôi sao này có kích thước gấp khoảng 150 lần Mặt trời.
Ngày 7 tháng 5 năm 2007, NASA và các nhà thiên văn bắt đầu thông báo về kết quả mà họ phân tích được trên các phương tiện truyền thông.

## Các thông tin về vụ nổ
Ngôi sao này cách Trái Đất khoảng 240 triệu năm ánh sáng, và được đánh giá là một vụ nổ hiếm hoi trong suốt 400 năm trên dải Ngân Hà
Bằng kết quả phân tích tia X (Quan sát bằng kính viễn vọng X-ray Chandra), các nhà thiên văn cho rằng ngôi sao này không biến thành lỗ đen sau khi nổ như các ngôi sao khác, và nó bỏ qua giai đoạn chết.
Sau vụ nổ, nó bắn ra rất nhiều mảng vỡ và các sóng xung kích cực mạnh

## Hình ảnh

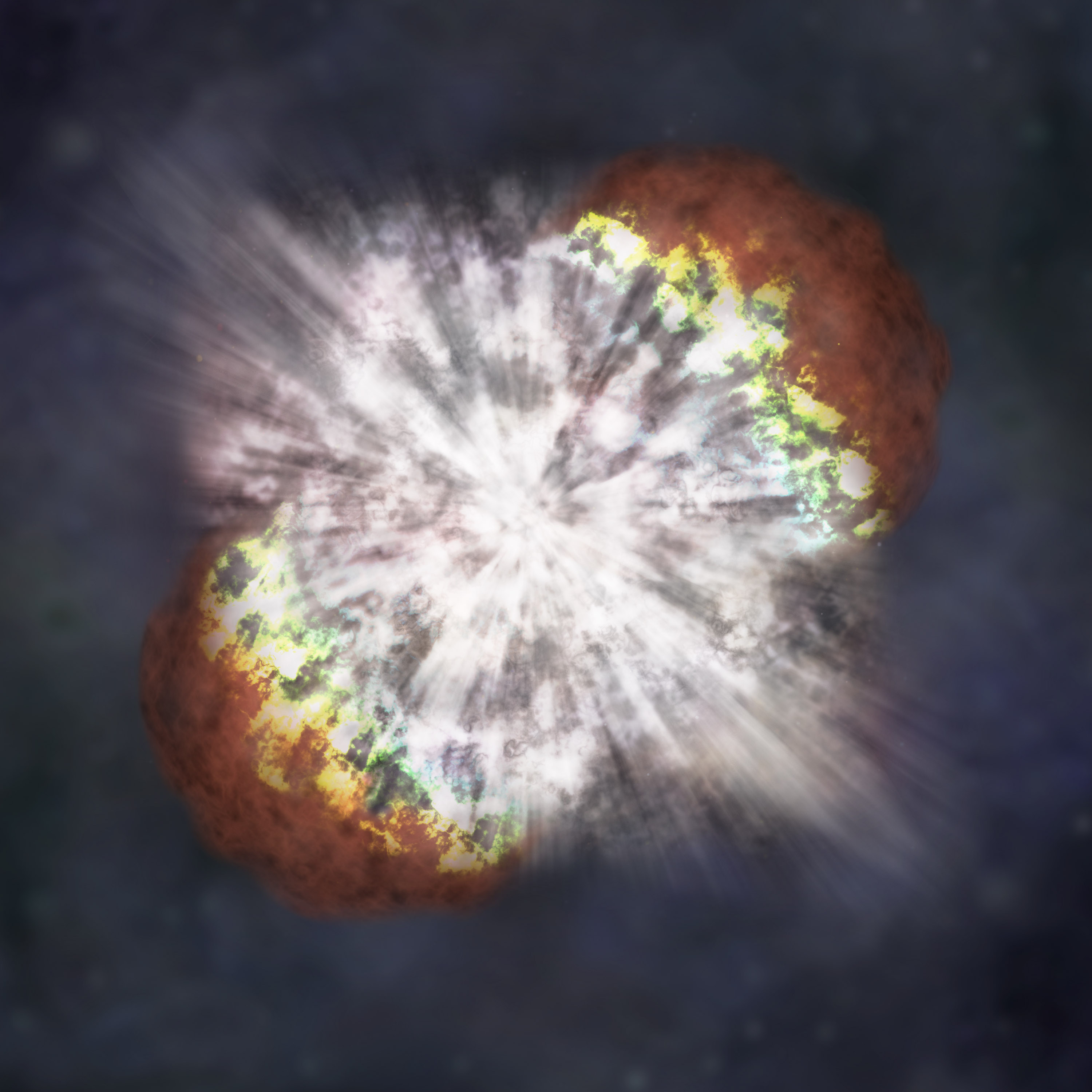
Hình dung của họa sĩ về siêu tân tinh 2006gy
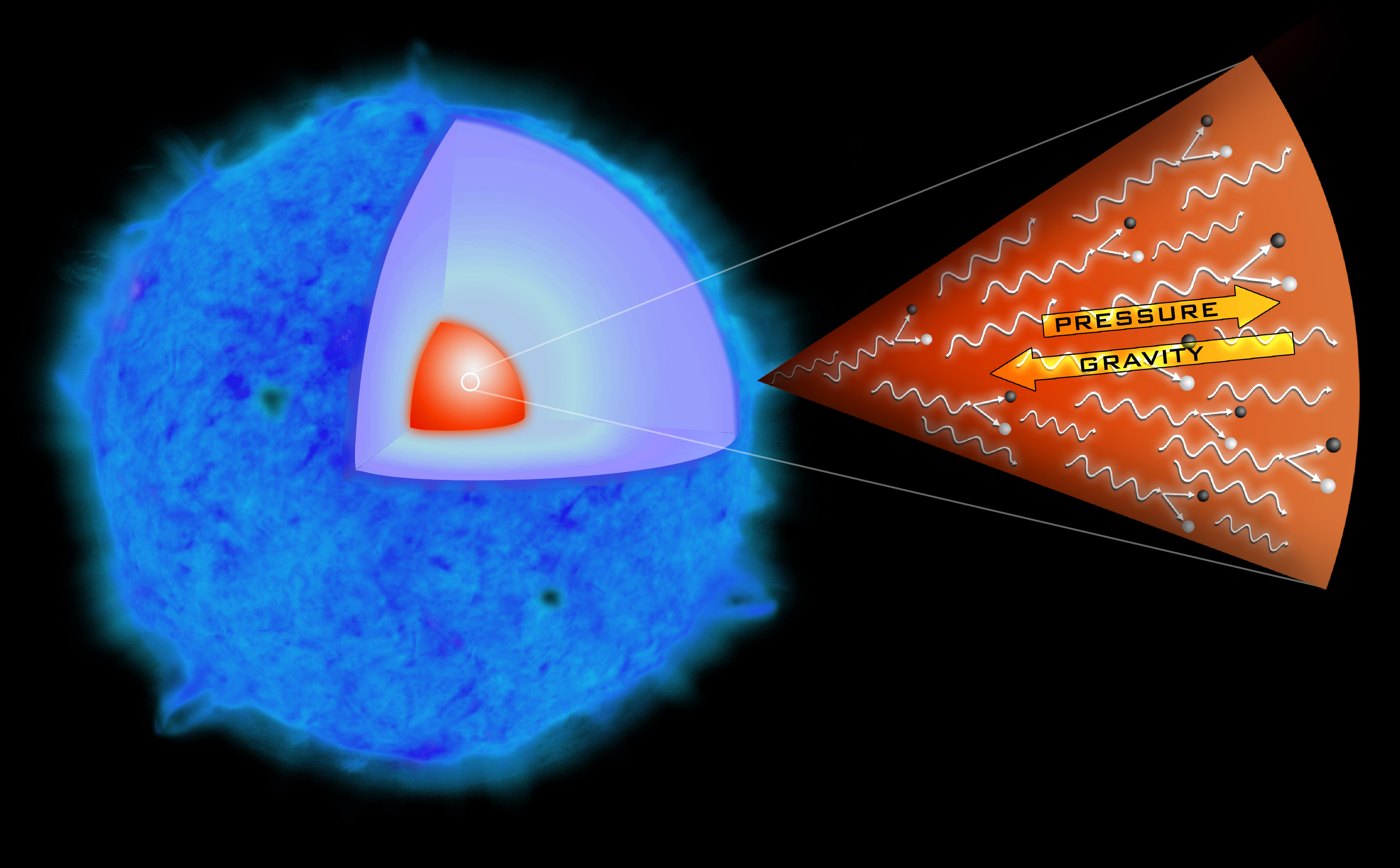
Quá trình kích hoạt vụ nổ trong SN 2006gy: lõi tạo ra nhiều ánh sáng tia gamma đến mức một phần năng lượng từ bức xạ được chuyển thành hạt và các cặp phản hạt. Sự sụt giảm năng lượng khiến ngôi sao sụp đổ dưới trọng lực khổng lồ của chính nó. Sau sự sụp đổ dữ dội này, các phản ứng nhiệt hạch (không được hiển thị ở đây) xảy ra và ngôi sao phát nổ, giải phóng tro bụi vào không gian
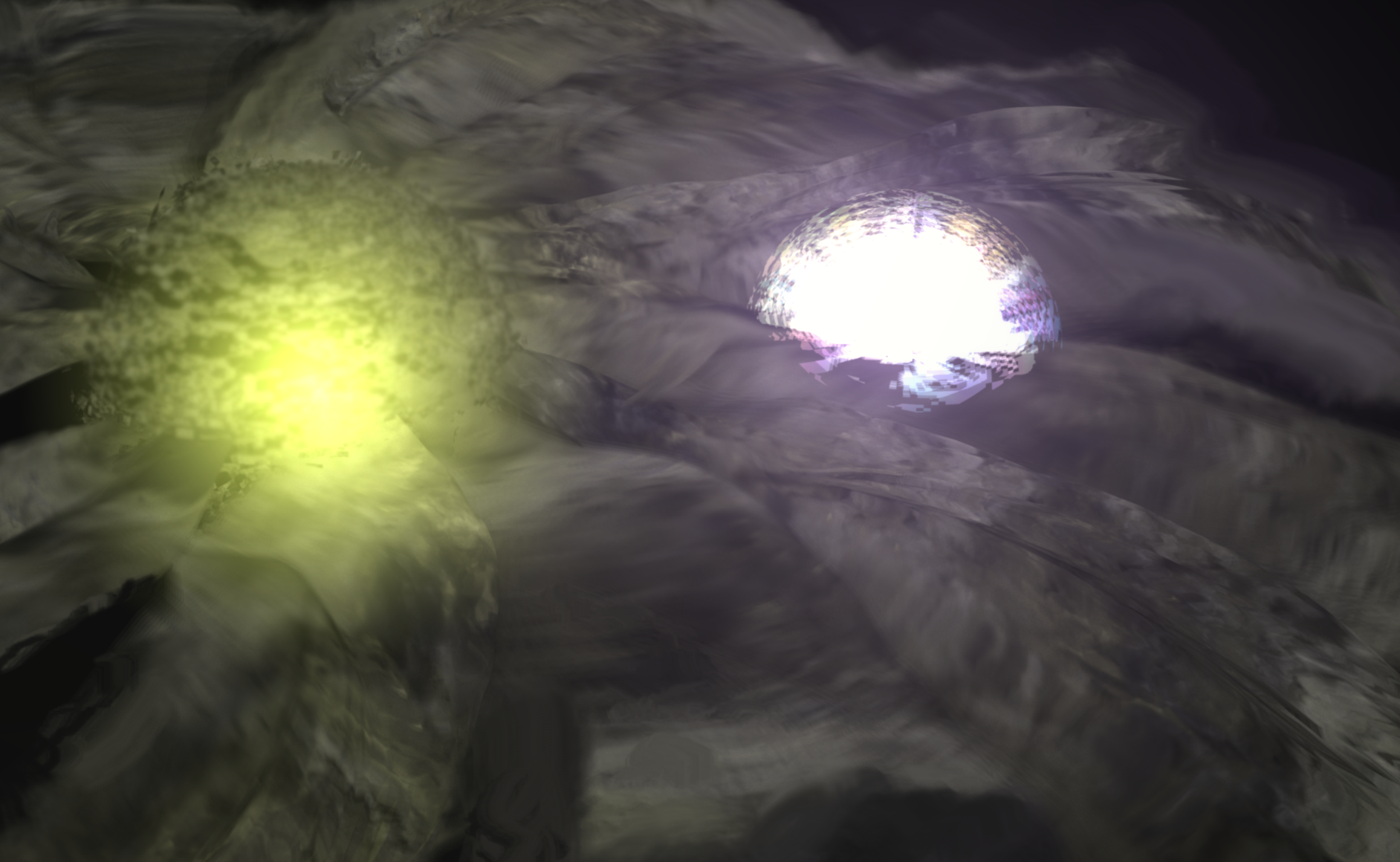
SN 2006gy và lõi thiên hà hình hạt đậu NGC 1260